# Vaxi obliqua
Vaxi obliqua là một loài bướm đêm trong họ Crambidae.